# En tus tierras bailaré
«En tus tierras bailaré» es una canción de Wendy Sulca, Delfín Quishpe y La Tigresa del Oriente, escrita por Gastón Cleiman, con música de Gaby Kerpel. 
La letra pretende animar a un acercamiento entre Latinoamérica e Israel, ensombrecida por las noticias de atentados.
El 19 de abril de 2010 fue publicado el vídeo musical en YouTube. Posteriormente se publicó también en iTunes Store, y fue programado por la cadena de música MTV.
Varios artistas parodian la canción en diversos programas de televisión, desde Argentina, Ecuador e incluso Venezuela, la más reciente fue la de Misión Emilio de Televen, titulada «Ismael».
Los tres intérpretes actuaron en 2010 en dos ocasiones en el festival YouFest en la ciudad de Buenos Aires. Dos años más tarde actuaron en Madrid.

## Composición
A principios de 2010, el creativo publicitario Gaston Cleiman, junto a sus colegas Darío Helman y Sebastián Muller, contactó a Delfín Quishpe, La Tigresa de Oriente y Wendy Sulca, tres cantantes populares en Latinoamérica, para ofrecerles un proyecto a favor de Israel, el cual estaría acompañado por un videoclip. Luego, con la convocatoria del músico argentino Gaby Kerpel, quien se encargó de ponerle música a la letra de la canción escrita por el mismo Cleiman, comenzaron la realización del video. El clip contó con la dirección de Picky Talarico, director de varios videos musicales, entre ellos de Julieta Venegas, Gustavo Cerati y Nelly Furtado. Se rodó entre Lima y Quito. Fue publicado oficialmente en el portal de YouTube el 19 de abril de 2010, en los canales de La Tigresa del Oriente y Wendy Sulca.

## Crítica
El video tuvo notoriedad debido a las numerosas visitas que recibió en YouTube. La crítica de The New York Review of Books Alma Guillermoprieto resaltó su optimismo inocente, mientras Rosina Cazali de El Periódico señala el carácter popular de sus intérpretes. Otros lo catalogan como un producto viral de la comunidad kitsch. Residente, el cantante de Calle 13, felicitó a Tigresa por el «mensaje de amor e igualdad» y señaló humorísticamente que «lo bonito del tema puede ser la desinformación, la cual no es culpa de ellos, sino de sus circunstancias de vida». Beto Serquén, un colaborador de la Pontificia Universidad Católica del Perú, lo llamó «sincretismo puro».